# خفاش برگ‌بینی شمالی
خفاش برگ‌بینی شمالی (نام علمی: Hipposideros stenotis) نام یک گونه از زیرراسته خفاش‌های کوچک است.